# 熊本県道250号八代港大手町線
熊本県道250号八代港大手町線（くまもとけんどう250ごう やつしろこうおおてまちせん）は、熊本県八代市を通る一般県道である。

## 概要
八代駅前から八代港まで産業道路とも呼ばれる。

### 路線データ
- 起点：熊本県八代市港町
- 終点：熊本県八代市大手町2丁目（大手町交差点、熊本県道14号八代鏡宇土線交点）

## 路線状況

### 重複区間
- 熊本県道42号八代鏡線（八代市北の丸町・松浜軒前交差点 - 八代市西松江城町・松江城町交差点）

## 地理

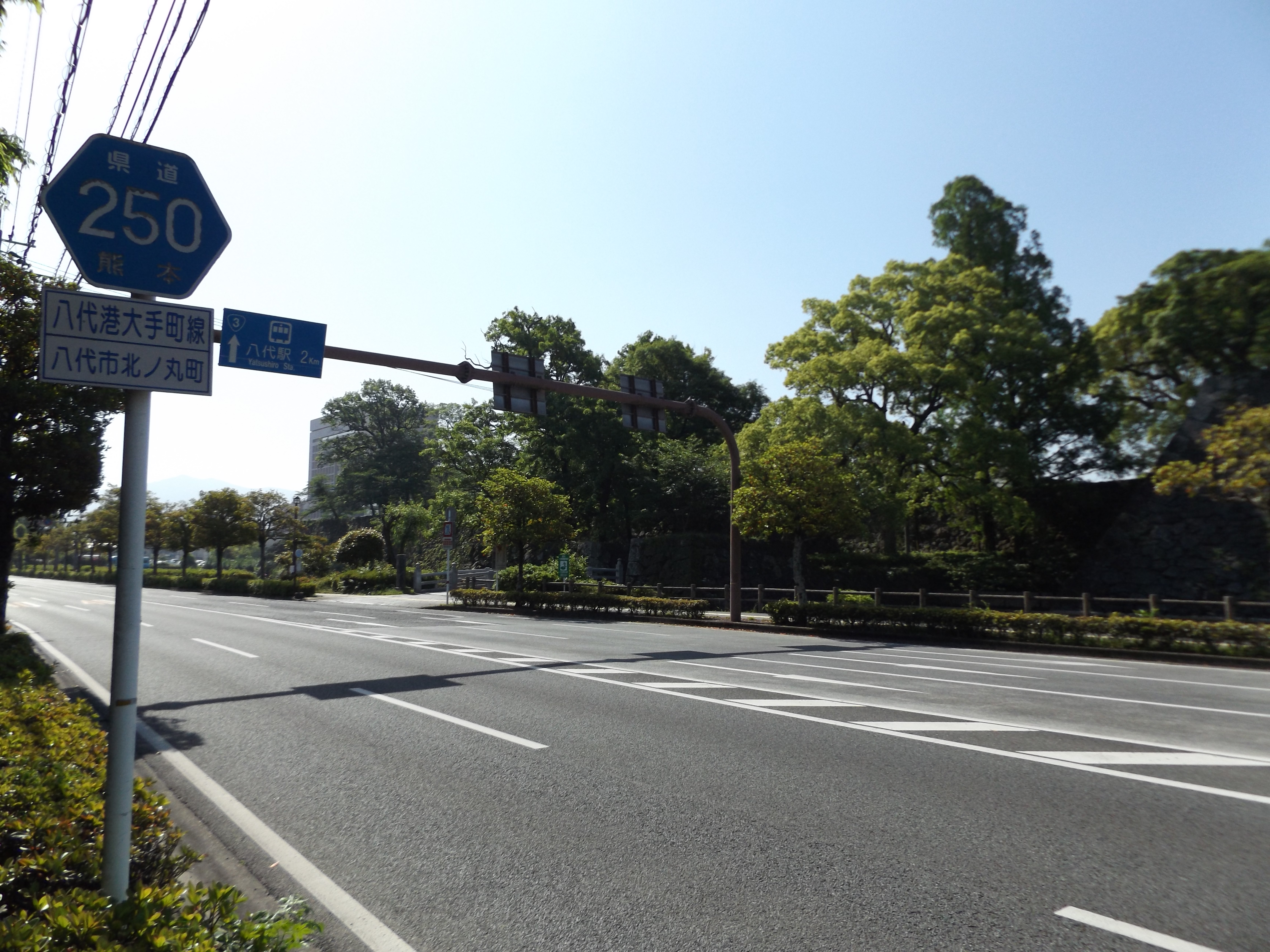
北ノ丸町（八代城跡前）

### 通過する自治体
- 八代市

### 交差する道路
| 交差する道路                      | 交差する場所 | 交差する場所        |
| --------------------------------- | ------------ | ------------------- |
| 熊本県道338号八代不知火線         | 新開町       | 新浜町交差点        |
| 熊本県道42号八代鏡線 重複区間起点 | 北の丸町     | 松浜軒前交差点      |
| 熊本県道42号八代鏡線 重複区間終点 | 西松江城町   | 松江城町交差点      |
| 熊本県道14号八代鏡宇土線          | 大手町1丁目  | 大手町交差点 / 終点 |

### 沿線
- 八代港
- 前川（球磨川支流）
- ゆめタウン八代
- 八代市役所
- 八代市立代陽小学校
- 八代城跡